# Amir Kumar
Amir Kumar (10. kolovoza 1923. – 25. siječnja 1980.) je bivši indijski hokejaš na travi. 
Osvojio je zlatno odličje igrajući za Indiju na hokejaškom turniru na Olimpijskim igrama 1948. u Londonu i na Olimpijskim igrama 1956. u Melbourneu.

## Vanjske poveznice
- Profil na Database Olympics